# Jednotky sboru dobrovolných hasičů v okrese Břeclav
Jednotku sboru dobrovolných hasičů obce je podle § 68 zákona č. 133/1985 Sb., o požární ochraně,
povinna zřídit každá obec. Mnohé obce jich zřizují více. Své sbory dobrovolných hasičů zřizují též některé průmyslové, dopravní a jiné firmy.
Většina sborů má ve svém názvu buď celá slova Sbor dobrovolných hasičů nebo jen zkratku SDH, některé sbory však mají názvy tvořené jinak.
Sbory dobrovolných hasičů v Česku zastřešuje Sdružení hasičů Čech, Moravy a Slezska (SH ČMS),
sbory na Moravě včetně moravského Slezska Moravská hasičská jednota.

## Seznam

### Jednotky kategorie II
- 624 115 II/1 JSDH Drnholec
- 624 133 II/1 JSDH Lednice
- 624 171 II/1 JSDH Velké Pavlovice

### Jednotky kategorie III
- 624 107 III/1 SDH Brumovice
- 624 100 III/1 SDH Břeclav (stará)
- 624 108 III/1 SDH Březí
- 624 117 III/1 SDH Horní Bojanovice
- 624 119 III/1 SDH Hrušky
- 624 125 III/1 SDH Klobouky u Brna
- 624 126 III/1 SDH Kobylí
- 624 128 III/1 SDH Krumvíř
- 624 132 III/1 SDH Lanžhot
- 624 136 III/1 SDH Moravský Žižkov
- 624 147 III/1 SDH Perná
- 624 148 III/1 SDH Podivín
- 624 179 III/1 SDH Poštorná
- 624 155 III/1 SDH Rakvice
- 624 156 III/1 SDH Sedlec
- 624 158 III/1 SDH Starovice
- 624 162 III/1 SDH Šitbořice
- 624 163 III/1 SDH Tvrdonice
- 624 164 III/1 SDH Týnec
- 624 167 III/1 SDH Valtice
- 624 168 III/1 SDH Velké Bílovice
- 624 170 III/1 SDH Velké Němčice
- 624 173 III/1 SDH Vranovice
- 624 134 III/1 SDH Milovice

### Jednotky kategorie V
- 624 131 V JSDH Břeclav-Ladná
- 624 101 V JSDH Bavory
- 624 103 V JSDH Boleradice
- 624 104 V JSDH Borkovany
- 624 105 V JSDH Bořetice
- 624 106 V JSDH Brod nad Dyjí
- 624 109 V JSDH Bulhary
- 624 110 V JSDH Cvrčovice
- 624 114 V JSDH Dolní Věstonice
- 624 118 V JSDH Horní Věstonice
- 624 176 V JSDH Hustopeče
- 624 121 V JSDH Ivaň
- 624 122 V JSDH Jevišovka
- 624 124 V JSDH Klentnice
- 624 127 V JSDH Kostice
- 624 129 V JSDH Křepice
- 624 177 V JSDH Mikulov

- 624 135 V JSDH Moravská Nová Ves
- 624 137 V JSDH Morkůvky
- 624 139 V JSDH Němčičky
- 624 140 V JSDH Nikolčice
- 624 143 V JSDH Novosedly
- 624 141 V JSDH Nové Mlýny
- 624 144 V JSDH Nový Přerov
- 624 146 V JSDH Pavlov
- 624 178 V JSDH Pohořelice
- 624 150 V JSDH Popice
- 624 152 V JSDH Pouzdřany
- 624 154 V JSDH Přítluky
- 624 159 V JSDH Starovičky
- 624 160 V JSDH Strachotín
- 624 161 V JSDH Šakvice
- 624 165 V JSDH Uherčice
- 624 169 V JSDH Velké Hostěrádky
- 624 172 V JSDH Vlasatice
- 624 174 V JSDH Vrbice
- 624 175 V JSDH Zaječí

### Jednotky kategorie VI (podnikové)
- 624 810 VI JSDHp FOSFA Poštorná